# Herca

Herca na mapě Bukoviny

Herca, resp. Hercajský rajón (rumunsky Ținutul Herța, ukrajinsky Край Герца) je nevelké území (308 km²) na Ukrajině; leží na jihu Černovické oblasti na hranicích s Rumunskem, tzn. mezi rumunskou Moldávií, Besarábií a Bukovinou. Žije zde 32 000 obyvatel, z nichž 93 % jsou Rumuni a jen malá část Ukrajinci a další. Střediskem území je město Herca.
Toto tradičně rumunské území bylo v roce 1940 obsazeno Rudou armádou a připojeno k Sovětskému svazu. Rumuni je získali mezi lety 1941–1944 zpět, poté znovu připadlo SSSR, což bylo stvrzeno Pařížskou mírovou smlouvou (1947). Po rozpadu SSSR zůstala Herca pod správou Ukrajiny.